# Гедримович, Гертруда Васильевна

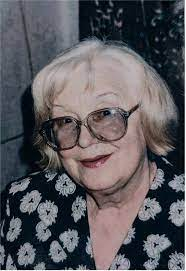

Гертруда Васильевна Гедримович (девичья фамилия — Малова) (20 марта 1929), Рыбинск, Ивановская промышленная область, РСФСР, СССР — 17 декабря 2020, Санкт-Петербург) — советский и российский библиограф и библиотековед, кандидат педагогических наук (1970).

## Биография
Родилась 20 марта 1929 года в Рыбинске в семье комсомольцев. Отец — Малов Василий Иванович, мать — Александра Ивановна. Её мать также была библиотекарем и окончила тот же институт, что впоследствии окончила её дочь. Вскоре после рождения переехала в Ленинград и в 1953 году поступила в Ленинградский государственный библиотечный институт им. Н.К.Крупской (с 1964 года Ленинградский государственный институт культуры им. Н.К.Крупской, с 2014 года Санкт-Петербургский институт культуры), который Г.В.Гедримович окончила в 1958 году. С 1960 года работала в ГПБ им. М.Е.Салтыкова-Щедрина (ныне РНБ). В 1962 перешла на работу в ЛГБИ-ЛГИК им.Н.К.Крупской, где проработала почти 30 лет преподавателем и доцентом. Под её руководством были успешно защищены более 20 кандидатских диссертаций. В 2000-е годы плодотворно сотрудничала с Институтом внешнеэкономических связей, экономики и права (ИВЭСЭП) в Санкт-Петербурге.
Скончалась 17 декабря 2020 года в Санкт-Петербурге.

## Научные работы
Основные научные работы посвящены проблемам библиографической обеспеченности отдельных отраслей промышленности и оценке качества библиографических пособий. Автор свыше 120 научных работ. Является одним из наиболее цитируемых специалистов в указанной области.